# Hervé Godignon
Hervé Godignon (París, 22 de abril de 1952) es un jinete francés que compitió en la modalidad de salto ecuestre.
Participó en dos Juegos Olímpicos de Verano, obteniendo una medalla de bronce en Barcelona 1992, en la prueba por equipos (junto con Hubert Bourdy, Michel Robert y Éric Navet), y el cuarto lugar en Atlanta 1996, en la misma prueba. Ganó tres medallas en el Campeonato Europeo de Saltos Ecuestres entre los años 1989 y 1995.

## Palmarés internacional
| Juegos Olímpicos   | Juegos Olímpicos        | Juegos Olímpicos  | Juegos Olímpicos |
| Año                | Lugar                   | Medalla           | Categoría        |
| ------------------ | ----------------------- | ----------------- | ---------------- |
| 1992               | Barcelona (España)      | Medalla de bronce | Por equipos      |
| Campeonato Europeo |                         |                   |                  |
| Año                | Lugar                   | Medalla           | Categoría        |
| 1989               | Róterdam (Países Bajos) | Medalla de plata  | Por equipos      |
| 1993               | Gijón (España)          | Medalla de bronce | Por equipos      |
| 1995               | San Galo (Suiza)        | Medalla de bronce | Por equipos      |